# João Câncio Gomes
João Câncio Gomes (Porto Alegre, 14 de junho de 1836 — Porto Alegre, 4 de agosto de 1889) foi um escritor e jornalista brasileiro.
Iniciou sua carreira no primeiro jornal O Mercantil de Porto Alegre, como tipógrafo. Foi depois chefe de oficina do jornal Rio-Grandense, conseguindo mais tarde ter seu próprio jornal, o segundo O Mercantil, o qual dirigiu até sua morte. Fundou o periódico literário Álbum Semanal, e esteve entre os fundadores da Sociedade Ensaios Literários, agremiação que formou com outros literatos após sua expulsão da Sociedade Partenon Literário em 1872.
Foi também maçom, membro da loja Luz e Ordem, ligou-se ao Partido Conservador (Brasil), e teve papel importante na campanha abolicionista, recolhendo fundos para libertação de escravos. Personalidade reconhecida na literatura rio-grandense do século XIX, seu nome batiza uma rua em Porto Alegre.